# Várdomb
Várdomb (németül: Wardum, latinul: Ad Statuas) község Tolna vármegyében, a Szekszárdi járásban.

## Fekvése
Dél-Dunántúlon, a Mecsek lankás dombokká szelídült keleti végének és a Duna egykori árterületének, a Sárköznek határán fekszik, része a szekszárdi történelmi borvidéknek. Szekszárdtól 12 km-re délre, Bátaszéktől 6 km-re északra fekszik, az 56-os főút mellett, mely kettészeli a falut. Szomszédos községei keleten Sárpilis 4, nyugaton pedig Alsónána, 3 kilométernyi távolságra.
A falu jelenlegi hossza kb. 2 km, területe 450 ha, a lakóházak száma 430.

### Megközelítése
A településen végighúzódik, annak főutcájaként, észak-déli irányban az 56-os főút, így ez a legfontosabb közúti megközelítési útvonala. Keleti szomszédjával, Sárpilissel az 5113-as, a nyugati szomszédságában fekvő Alsónánával az 5602-es út köti össze. Határszélét keleten érinti még az M6-os autópálya is.
Vonattal a MÁV 46-os számú Sárbogárd–Bátaszék-vasútvonalán érhető el, bár a vasút nem áll meg a község határain belül. A község nevét viselő Sárpilis-Várdomb megállóhely közigazgatásilag Sárpilis területén található, az 5113-as út vasúti felüljárójától délre, Várdomb központjától mintegy 2,5 kilométerre nyugatra, a vonal állomásainak viszonylatában Decs vasútállomás és Bátaszék vasútállomás között. A 2009 decemberi menetrendváltás óta a vonatok már nem állnak meg a megállóhelyen.

## Története

### Ókor
Várdomb a nevét feltehetőleg a falu közepén levő dombon a római korban (II. század) épült erődítményről (vár a dombon) kapta. Az erődítmény Alisca (Őcsény) castellumot védte déli irányból a Mursát (Eszék) Aquincummal (Óbuda, Budapest) összekötő hadiúton. Az iskolai történelemoktatáshoz használt térképeken (II. század) „Ad Statuas” néven szerepel. A fogalom jelentése: „a szobrokhoz”, azonban szobrokról nincs sem írásos, sem tárgyi jel. Sok római kori tégla – és cserépdarab, valamint egyéb tárgy került elő egy-egy kiadós nyári zápor alkalmával, vagy a helybeliek szőlőhegyi munkája nyomán. Ezeket a leleteket a Wossinsky Mór Megyei Múzeum őrzi Szekszárdon.
A 4. században a népvándorlás hullámai átvonultak e tájon is. Tolna vármegye nagyobb, keleti része fejedelmi birtok lett. A déli részét Botond vitéz birtokolta. A kalandozások után Koppányé, majd a pogánylázadás leverése után a királyoké ez a terület.

### Középkor
A jelenlegi községtől mintegy 2 km-re délnyugatra lehetett az a XI. századi Kesztölc nevű település (a név a latin castellum = vár, kastély szóból ered), mely a XII. századtól a cikádori apátság birtokát képezte, még a XIV. században is vásári joggal rendelkező mezőváros volt.
III. Károly király (VI. Károly császár) az 1722–1723-i országgyűlésen jóváhagyta a 103. törvénycikket, mely szerint bármely szabad embert be lehetett hívni az országba, s itt 6 évre mentességben részesült a közterhek alól. A földesurak telepítési megbízottai elsősorban a Felső-Rajna és a Felső-Duna vidékén jártak sikerrel. A svábok, frankok, lotaringiaiak fenyegetve érezték magukat a francia seregek pusztításaitól, s a sűrű népesség miatt megélhetési gondokkal küszködtek. Ezért hatottak a Magyarországról szállongó hírek:…„aki ott rozsot vet, búzát arat, s a szőlővesszőkön arany sarjad…” A várdombi német családok számáról, betelepítésének idejéről pontos adat nem áll rendelkezésre. A szájhagyomány generációkon át úgy őrizte, hogy 12 család alapította a falut és a Fekete-erdő környékéről jöttek. Egy írásos adat szerint Várdomb 1756-ban kötött szerződést, az adómentesség 6 évre szólt. Ekkor a megyében 9 község nem robotol – közöttük van Várdomb is. Feltételezhető, hogy 1750 táján kezdődött a betelepülés és több éven át folyamatosan zajlott.
A várdombiak a Német-Római Császárság különböző részeiről származtak, esetleg másodszori települők is voltak közöttük, akik Magyarország más részén már egyszer szerencsét próbáltak, de nem találták meg számításukat. Az otthonra talált családok sok esetben értesítették otthon maradt rokonaikat, biztatva őket is az áttelepülésre.

### Újkor
1774-ben már 61 német zsellér telepes lakta a községet. 1776-ban a lakosság száma 373 volt, viszont sem temploma sem plébániája nem volt még, csupán egy harangláb 2 haranggal. A mai templomot és a plébániát a Theresianumi Uradalom építtette 1787-ben. A templom és a plébánia, majd később az iskola építési költségeit is az uradalom fedezte. Az iskola tannyelve a német volt, csak 1895-től kezdve tanítottak magyarul is. 1860-ban egyezséggel szűnt meg az úrbériség, az elkülönítési terv szerint a faluban 106 zsellér (94 kisházas, 12 házatlan), katolikus lelkész, iskolamester és jegyző élt. Összes birtokuk 280 hold, 262 négyszögöl volt.  Viszonylag egységesnek mondható faluközösségben éltek, ahol szinte magyar szó el sem hangzott, de a későbbiekben – a századfordulót közvetlenül megelőző és azt követő években is – csupán 3-4 magyar család lakott a községben.

### XX. század
A folyószabályozás, az ármentesítés után az 1895. évi mezőgazdasági felmérés adatai szerint a hasznosított terület Várdombon: 470 kh. szántó, 31 kh. rét, 11 kh. szőlő, 4 kh. kert volt. A község határa nagyon kicsi volt, ezért a telepesek állandó viszálykodásban éltek a szomszédos, főként sárpilisi földtulajdonosokkal. Életüket nagy mértékben meghatározta a tény, hogy kis területen, önellátásra berendezkedve kellett fenntartani magukat, családjukat.
Ez az állapot az 1930-1940-es évekig fennmaradt. Az iskolában ugyan megtanulták a magyar nyelvet, de a beszélt nyelv a német maradt.
Az első világháború Várdombtól is követelt véráldozatot. A 27 hősi halott nevét, emléküket a templom mellett felállított tábla őrzi. A Tanácsköztársaságnak is voltak hívei a községben, a helybeli direktórium elnöke és szellemi irányítója Darányi István kántor tanító volt. Direktóriumi tagok: Schamberger Antal szabómester és Bősz Pál géplakatos, ők voltak a haladó nézetek leghangosabb képviselői. A Tanácsköztársaság bukása után mindhármukat letartóztatták és csak a falu többszöri kérelmére bocsátották őket ismét szabadon. 1771 óta van tanítás Várdombon, az első tanulólétszám 10 fő, az első tanító Ginler Ferenc volt. Egy kimutatás tanúsága szerint 1789-ben még nem volt iskolaépület Várdombon. Darányi István kántortanító hosszú éveken át (1917-től 1933-ig) vezette a falu iskoláját és a szó klasszikus értelmében irányítója és meghatározó egyénisége volt a községben zajló kulturális életnek. A ma élő legidősebb generáció nagy tisztelettel és hálával őrzi emlékét. 1917-től Darányi István mellett Horváth Erzsébet volt az iskola tanítónője 1942-ig. A harmincas évek elejétől óvoda is működött Várdombon, az óvónő Kiss Anna volt 1952-ig. A kántor-tanító 1934-1941 között Kántor József volt, majd 1942-től Pataki József, tanítónők: Pataki Józsefné és Magyar Teréz voltak. 1924-ben a Horthy-kormány minden településen kötelezővé tette a levente egyesület megalakítását. Oktató a község tanítója, vagy egy ott élő vitézi rangú személy volt. 1940-ig vitéz Molnár József, azután pedig Pataki József töltötte be ezt a tisztséget.
A harmincas években színjátszó csoport is működött Várdombon a tanító irányításával. Az előadásokat az olvasókörben, vagy a kocsma nagytermében tartották. Néha a szomszédos községekbe is elmentek előadni a színdarabokat.
A község közigazgatása a mindenkori országos rendszernek megfelelő felépítésű volt. Így a község vezetését a második világháborút megelőzően a bíró, másodbíró, jegyző, segédjegyző és esküdtek látták el.
Az igazán nagy változást, megrázkódtatást a második világháború okozta az addig családias békében élő faluközösségnek. Majdnem minden családban gyászoltak, volt olyan édesanya, akinek mindkét fia a fronton lelte halálát. Sok falubeli asszony maradt özvegyen és volt olyan gyermek, aki soha nem ismerhette meg édesapját. A templom melletti hősi emlékmű őrzi az 50 áldozat nevét. A lakosság egy része (17 család) 1944-ben a megtorlástól félve elmenekült, nagy részüket viszont (26 családot) 1947 februárjában, további családokat 1948 augusztusában telepítettek ki. Az elmenekült és első turnusban kitelepített családok Németország különböző vidékein, és Ausztriában találtak sok megpróbáltatás után otthonra. A második turnusban elhurcolt családok Eisleben környékére kerültek. Sehol sem fogadták őket szívesen, betolakodónak, idegennek számítottak, pedig legtöbben, főleg az idősebbek csak németül tudtak. Batyuval a hátukon érkeztek, és teljesen elölről kellett kezdeniük az életet. Végigjárták szinte ugyanazt a kálváriát, melyet elődeik már egyszer átéltek, amikor Magyarországot választották új hazájuknak.
A háború utáni években teljesen megváltozott a falu addigi megszokott élete. Az elmenekült, kitelepített családok otthonaiba a csehszlovák–magyar lakosságcsere keretében a Felvidékről telepítettek be magyar családokat, akik szintén nem önszántukból hagyták el ottani házaikat, de felsőbb utasításra menniük kellett. Sokan indultak útnak az ország délkeleti szegényebb vidékeiről is, hogy megélhetést találjanak, hiszen plakátokon hirdették, hogy a kitelepített „svábok” házai, földjei ott állnak gazdára várva. Többen jöttek, mint ahányan elmentek, így 1947-ben rátelepítésre is sor került 5 ház esetében (néhány hónapig egy fedél alatt élt, egy tűzhelyen főzött stb. a sváb család a "rátelepített" magyar családdal), mely gyakori súrlódásokat okozott a lakosok között. Évek teltek el, míg barátságok fűződtek, házasságok kötődtek. A korábban hat osztályos iskolát 1948-ban államosították, ettől kezdve nyolc osztályosra bővült. Négy pedagógus tanította délelőtti-délutáni váltakozásban a 125 tanulót. A német nyelv oktatása megszűnt. 1953-ban két tanterem építésével vált nagyobbá az iskola, majd 1954-ben a Kossuth u. 131., akkori Terményforgalmi Vállalat épületében alakítottak ki 2 tantermet 1 szertárat és nevelői szobát – így hat tanteremben folyt az oktatás. 1957-ben úttörőcsapat alakult az iskolában és bevezették az orosz nyelv oktatását. 1973-ban a megyei körzetesítési terv szerint a bátaszéki iskola irányítása alá került a várdombi, ugyanakkor az alsónánai felső tagozatot a várdombi iskolához csatolták. Az alsónánai pedagógusok egy része is Várdombra került, így a tantestületben 14 pedagógus volt. Az iskola épületei fokozatosan bővültek, korszerűsödtek az évek során: 1983-ra elkészült az alsó iskola központi fűtése, 1985-ben átadták az új 4 tantermes épületszárnyat központi fűtéssel, vizesblokkal, „zsibongóval”, új konyhával és ebédlővel. 1986-ban ismét önálló iskola lett a várdombi, hozzá tartozott az óvoda, részben az alsónánai osztott iskola és óvoda. 1986-tól fokozatosan beindult az Értékközvetítő és Képességfejlesztő Program bevezetése is. Jelenleg is e módszer (az úgynevezett Zsolnai-módszer) alkalmazásával történik az oktatás. Az 1995-1996-os tanévben 17 pedagógus tanította a 150 tanulót.
1949-ben épült ki a községben a villanyvezeték rendszer, illetve a tanácsrendszer bevezetése következtében Várdombon is Községi Tanács alakult.
Ugyanebben az évben államosították az uradalmat és megalakult az újbereki Állami Gazdaság, jobb munkakörülményt és bért biztosítva az addig cselédként ott dolgozó embereknek. Szintén 1949-ben alakult a Sárpilis községhez tartozó Orbópusztán a gépállomás, ahol várdombiak is dolgozhattak. A tsz-ek és egyéni gazdák igényeit elégítette ki a körzetben használt Fordson és Hofherr traktorokkal és kombájnokkal. Hamarosan kicsinek bizonyult a hely, így az 56-os főút mentén, Várdomb közvetlen közelében épült fel az új telephely (a terület Sárpilishez tartozott, ezért bonyodalmat okozott az elnevezésben és hovatartozásban, de végül csereingatlannal kialakult az egyezség). Várdomb Gépállomás névvel 1955 őszén megindulhatott a munka. Gyors fejlődésnek köszönhetően javító, – szolgáltató, – és gyártó tevékenység is folyt 1964-től. Villamos eszközök felújítása is történt bérmunkában, így lehetővé vált női munkaerő alkalmazása is. Eredményesnek bizonyult a nagyüzemi öntöző berendezések gyártása, összeszerelése, mely tevékenység jelenleg is jó nyereséget, a községből ott dolgozóknak megélhetést biztosít. Az 1949-es évben alakult meg az első Tsz is, "Gábor Áron" névvel. Gyakori vezetőváltás, hozzánemértés jellemezte az irányítást, mert az elnök az esetek többségében nem mezőgazdász volt, szakmai tanácsot külső szakértőtől kértek. Többszöri felbomlás, újjászervezés után 1959-ben Várdombi Egyetértés Mezőgazdasági Szövetkezet néven kb. 800 kh-on 200 taggal alakult újra. Törvény írta elő a megalakítást, így létrejötte nagyon sok bonyodalmat, konfliktust okozott a lakosság körében. Igen sok nehézséggel működött, de a szomszédos települések szövetkezetei szintén, így 1969-ben egyesült három szövetkezet: az alsónánai, a sárpilisi és a várdombi „Új Tavasz” elnevezéssel. A gazdálkodási terület 300 hektár, a taglétszám kb 800 fő lett a három községből. Ezalatt, 1969-ben a közigazgatás terén országos körzetesítésre került sor, mely következtében közös tanács alakult Bátaszéken. A társközségek: Alsónyék, Bátaszék, Pörböly és Várdomb voltak, mely révén az önálló közigazgatás megszűnt Várdombon, Alsőnyéken és Pörbölyön, ezeket a teendőket Bátaszéken látták el. Ez az összefogás sem hozott eredményesebb gazdálkodást, ezért történt újabb egyesülés 1985-ben a jól működő bátaszéki Búzakalász Termelőszövetkezettel és ezután már 9 100 ha – on folyt tovább a munka. 1962-ben vízvezetékrendszer épül ki a faluban. 1964-ben elkészült a kultúrház, 1977-ben orvosi rendelő épült, melyben orvos lakás is található. 1978-79-től sok családi otthon épül Várdombon. A község északi részén négy új utca alakult ki: az Erkel sor, Táncsics utca, Ady utca, Római utca.

### Rendszerváltás után
1991-től, a rendszerváltástól kezdődően a kárpótlási törvény alapján megkezdődött a mezőgazdaság privatizációja. Várdomb vonatkozásában ez azt jelentette, hogy a korábban a Bátaszéki Búzakalász MgTSz tulajdonában lévő földterületeket kárpótlási területté jelölték ki a földrendező bizottságok. A kárpótlási árverések során ezek a földterületek magántulajdonba kerültek. A tulajdonosok egy része maga kezdett a földeken gazdálkodni, mások a tulajdonukba került földekre bérművelési szerződést kötöttek a Bátaszéki Búzakalász Mezőgazdasági Szövetkezettel. Jelenleg a szövetkezet növénytermesztési és gépesítési üzletágának működik Várdombon egy-egy egysége.
Az 1990-es évek elejétől a falu déli részén nyílt egy új utca, a Hegyalja utca. A község közigazgatása terén is több változás történt az évek során.
Az átalakulás után Várdomb visszakapta önállóságát, 1990-ben önkormányzat alakult. A község első polgármestere Rács László lett, aki a szintén lakosság által megválasztott 7 tagú képviselőtestület élén irányította a község egészét érintő teendőket. A jegyzői hivatalban felmerülő munkát Várdomb/Pörböly Körjegyzőségének jegyzője és négy munkatársa végzi. Az 1994. decemberi választáson újra Rács László kapott bizalmat a község lakóitól a polgármesteri feladatok ellátására. Az alpolgármester Villi János lett. 1995 novemberében választást követően Német Nemzetiségi Kisebbségi Önkormányzat alakult Várdombon. 1990-ben megkezdődött a községben a földgázvezeték-hálózat kiépítése. 1995 áprilisában a várdombi lakások zömében bekötötték a telefont. 1995-re az 1980-as, 1990-es években épült utcák mindegyikében szilárd útburkolat épült. Néhány közösségi szervezet is alakult a községben, így 1989-ben Nyugdíjas klub, 1991-ben Német Nemzetiségi Hagyományőrző Tánccsoport, 1992-ben Ifjúsági klub , 1996-ban pedig Baba-mama klub.
1991 júliusában "Várdombról elszármazottak találkozója" került megrendezésre, melyre mintegy 300 vendég érkezett belföldről, Németországból, Ausztriából, valamint Amerikából. Az érdeklődésre való tekintettel 1994 augusztusában újra volt találkozó, melyre szintén nagy számban jöttek el egykori várdombiak.
1998-2006 között a falu polgármestere Villi Ferenc volt, kinek mandátuma alatt a község fejlődött, azonban 2006-ban tragikus hirtelenséggel elhunyt. Októberig a falu alpolgármestere, Holz János vette át a falu ügyeit. Egyben ő vezeti a várdombi Német nemzetiségi Tánccsoportot.
A 2006-os önkormányzati választáson Várdomb volt Tolna megye azon települése, ahol abban az évben a legtöbben indultak a polgármesteri posztért, szám szerint 6 jelölt. A választást Rács László nyerte meg, aki már volt polgármester a faluban.
2007 júniusában alakult meg a helyi televízió, a Várdomb Televízió (VTV), melyet helybeli fiatalok vezetnek egy felnőtt segítő segítségével. A fiatalok szabad idejükben végzik a feladatukat teljesen ingyen, ugyanis amit csinálnak, azt szeretik is csinálni. Kb. 5-6 állandó 16-20 év közötti fiatal foglalja össze a falu híreit minden pénteken, szombaton és vasárnap. A falu lakossága rendkívül örül ennek a kezdeményezésnek.

## Közélete

### Polgármesterei
- 1990–1994: Rács László (független)[3]
- 1994–1998: Rács László (független)[4]
- 1998–2002: Villi Ferenc (független)[5]
- 2002–2006: Villi Ferenc (független)[6]
- 2006–2010: Rács László (független)[7]
- 2010–2014: Simon Csaba (független)[8]
- 2014–2019: Simon Csaba (Fidesz-KDNP)[9]
- 2019–2024: Simon Csaba (Fidesz-KDNP)[10]
- 2024– : Dr. Tóth Korinna (független)[1]

A településen az 1998. október 18-án megtartott önkormányzati választás érdekessége volt, hogy az országos átlagot jóval meghaladó számú, összesen 8 polgármesterjelölt indult. Ilyen nagy számú jelöltre az egész országban csak tíz település lakói szavazhattak, ennél több (9, 10 vagy 12) aspiránsra pedig csak öt másik településen volt példa.

## Népesség
A település népességének változása:
| Lakosok száma | 1137 | 1117 | 1100 | 1069 | 1062 | 1089 | 1078 |
|               | 2013 | 2014 | 2015 | 2021 | 2022 | 2023 | 2024 |

A 2011-es népszámlálás során a lakosok 77,5%-a magyarnak, 0,2% horvátnak, 15,7% németnek, 0,4% románnak, 0,2% szlováknak, 0,2% ukránnak mondta magát (22,5% nem nyilatkozott; a kettős identitások miatt a végösszeg nagyobb lehet 100%-nál). A vallási megoszlás a következő volt: római katolikus 34,4%, református 9,7%, evangélikus 1,2%, felekezeten kívüli 21,2% (33,2% nem nyilatkozott).
2022-ben a lakosság 90,7%-a vallotta magát magyarnak, 6,9% németnek, 0,8% románnak, 0,4-0,4% horvátnak, cigánynak és lengyelnek, 0,1-0,1%  örménynek, bolgárnak és ruszinnak, 1,4% egyéb, nem hazai nemzetiségűnek (9,1% nem nyilatkozott; a kettős identitások miatt a végösszeg nagyobb lehet 100%-nál). Vallásuk szerint 25,5% volt római katolikus, 9,2% református, 0,9% evangélikus, 0,2% ortodox, 0,3% egyéb keresztény, 0,6% egyéb katolikus, 26,2% felekezeten kívüli (36,9% nem válaszolt).

## Nevezetességei
- Barokk műemlék templom

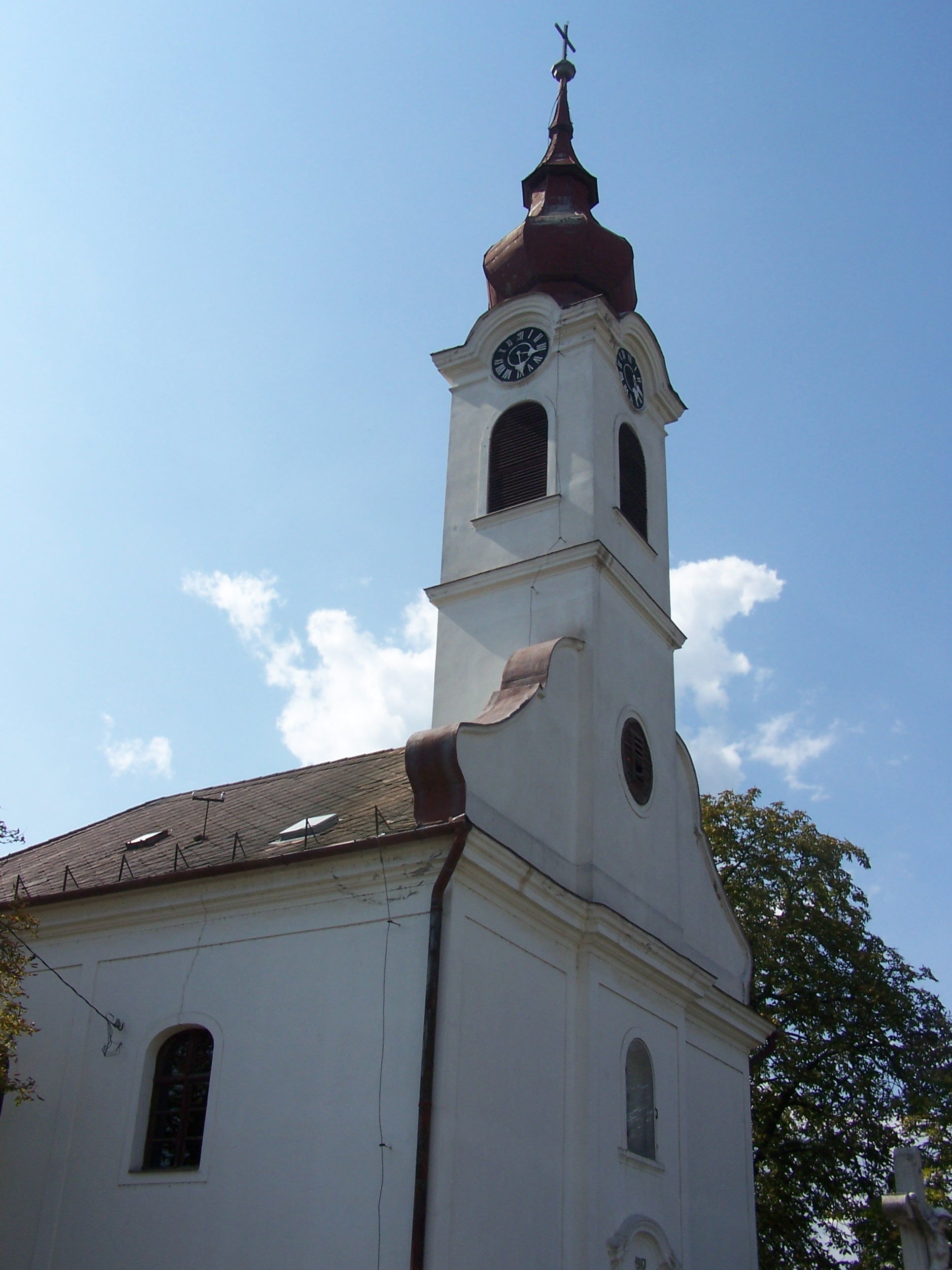
Római katolikus templom

- A római útból fennmaradt úgynevezett "római kő"
- 2006. október 23-án avatták fel az 1956-os magyar forradalom és szabadságharc 50. évfordulójának emlékére a Bakó László által készített emlékművet. Az emlékmű egy stilizált lyukas nemzeti zászló kőből. Az avatásra többen is kíváncsiak voltak, nem csak a falu lakói, hanem a környező településről is érkeztek vendégek.
- A templom mellett található a Hősök Emlékoszlopa. Az emlékmű oldalain két emléktábla hirdeti az első és második világháború várdombi áldozatainak neveit. Tetején egy turulmadár látható, talapzatán az állíttató Horthy Miklós neve, amit később a kommunista diktatúra alatt részben megpróbáltak eltávolítani. A feliratot a rendszerváltás után sem állították helyre, ám a figyelmes szemlélő könnyedén kiveheti az eredeti szöveg körvonalait.
- A templom mellett található hegy millenniumi emlékmű, melyet Jézus Krisztus születésének 2000., Várdomb alapításának 250. évfordulója alkalmából avattak 2000-ben.
- Ugyanitt található Árpád-házi Szent Erzsébet emlékműve is, aki 2008-ban ünnepelte születésének 800. évfordulóját.

## Egyesületek Várdombon
- Együtt Várdombért Egyesület (EVE), mely a várdombi lakókat igyekszik összefogni. Az egyesületet a falu egykori – és azóta újraválasztott – polgármestere hozta létre, Rács László, így ő az egyesület elnöke is. Az egyesületen belül különböző csoportok vannak, mint például a nyugdíjasok, sport kedvelők, természetbarátok stb. csoportja.

## Híres várdombiak
- Dúzsi Tamás híres bortermelő

## Külső hivatkozások
- Várdomb a Vendégvárón
- Várdomb műemlékei